# Дві пари і самотність
«Дві пари і самотність» («Kaks paari ja uksindus») — радянський телефільм 1984 року, знятий режисером Тинісом Каском на кіностудії «Талліннфільм».

## Сюжет
Телефільм за мотивами оповідань американського письменника О'Генрі.

## У ролях
- Лігіта Скуїня — ТільдіО'Генрі
- Андрейс Жагарс — Майк, «ведвежатник»
- Іта Евер — місіс Паркер, хазяйка
- Хейно Мандрі — Босс
- Тетяна Басова — Сесилія, художниця
- Урмас Отт — Карл Майєр, бізнесмен
- Сулев Луйк — скрипач
- Кальйо Кійск — Джон Перрі, фермер
- Ільмар Таммур — Сем Телфер, собачник
- Роман Баскін — містер Попандопулос, керуючий рестораном
- Фердінанд Вейке — епізод
- Гунар Кілгас — начальник в'язниці
- Егон Нутер — Френсон, інспектор поліції
- Рейн Оя — підруч——ний Босса
- Паул Поом — сержант, поліцейський
- Тене Руубель — офіціантка
- Володимир Сапожнін — знайомий місіс Паркер
- Ееро Спрійт — епізод
- Каупо Суустер — чоловік з краваткою-метеликом
- Рауль Таммет — чоловік зі шрамом
- Ханнес Кулла — епізод

## Знімальна група
- Режисер — Тиніс Каск
- Сценаристи — Олександр Демуров, Віктор Смоктій
- Оператори — Валерій Блінов, Андрій Єпішин
- Композитор — Вальтер Оякяяр
- Художник — Тоомас Хирак